# Jeneč (nádraží)
Jeneč je železniční stanice, která se nachází severně od vesnice Jeneč v okrese Praha-západ. Stanice leží v km 18,386 jednokolejné železniční trati Praha–Rakovník mezi odbočkou Jeneček (sousední stanicí v tomto směru je Hostivice) a zastávkou Pavlov. Poblíž stanice se nachází ještě železniční zastávka Jeneč zastávka, ta však leží na trati Hostivice–Podlešín.

## Historie
Nádraží Jeneč bylo zprovozněno společností Buštěhradská dráha 4. listopadu 1863, tedy současně se zahájením provozu tratě v úseku Praha-Bubny – Kladno. V období německé okupace v letech 1939–1945 neslo nádraží dvojjazyčný název Jentsch/Jeneč.
V rámci modernizace trati Praha-Ruzyně – Kladno plánované na léta 2023–2026 dojde k úplnému zrušení této stanice a výstavbě nové stanice se stejným jménem, která bude ležet severněji od té současné.

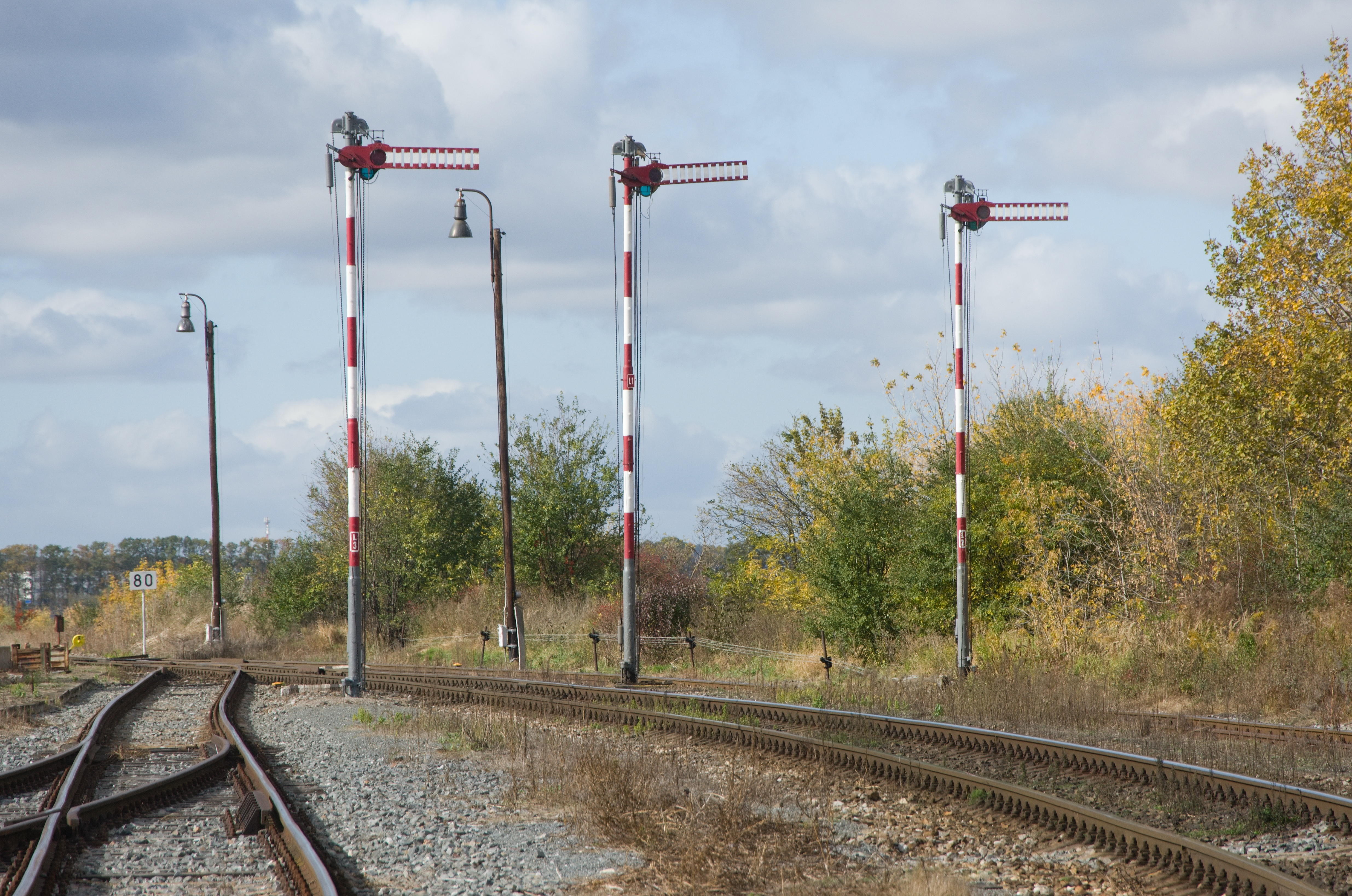
Odjezdová návěstidla na unhošťském zhlaví

## Popis stanice
Stanice je vybavena elektromechanickým zabezpečovacím zařízením s řídicím přístrojem, který je umístěn v dopravní kanceláři ve výpravní budově a závislými výhybkářskými přístroji na stavědlech St 1 na hostivickém a St 2 na unhošťském zhlaví. Všechna návěstidla jsou mechanická, výhybky jsou přestavovány pákami pomocí drátovodů, případně ručně. Ve stanici jsou celkem tři dopravní koleje, přímo u budovy je kolej č. 3, následují koleje č. 1 a 2.
Do stanice je napojena vlečka společnosti HÖDLMAYR Logistics Czech Republic, která má dvě větve:
- jižní část, která je napojena do koleje č. 2 na hostivickém zhlaví
- severní část, která vychází rovněž z koleje č.2, ale až dále poblíž výpravní budovy[1][3]

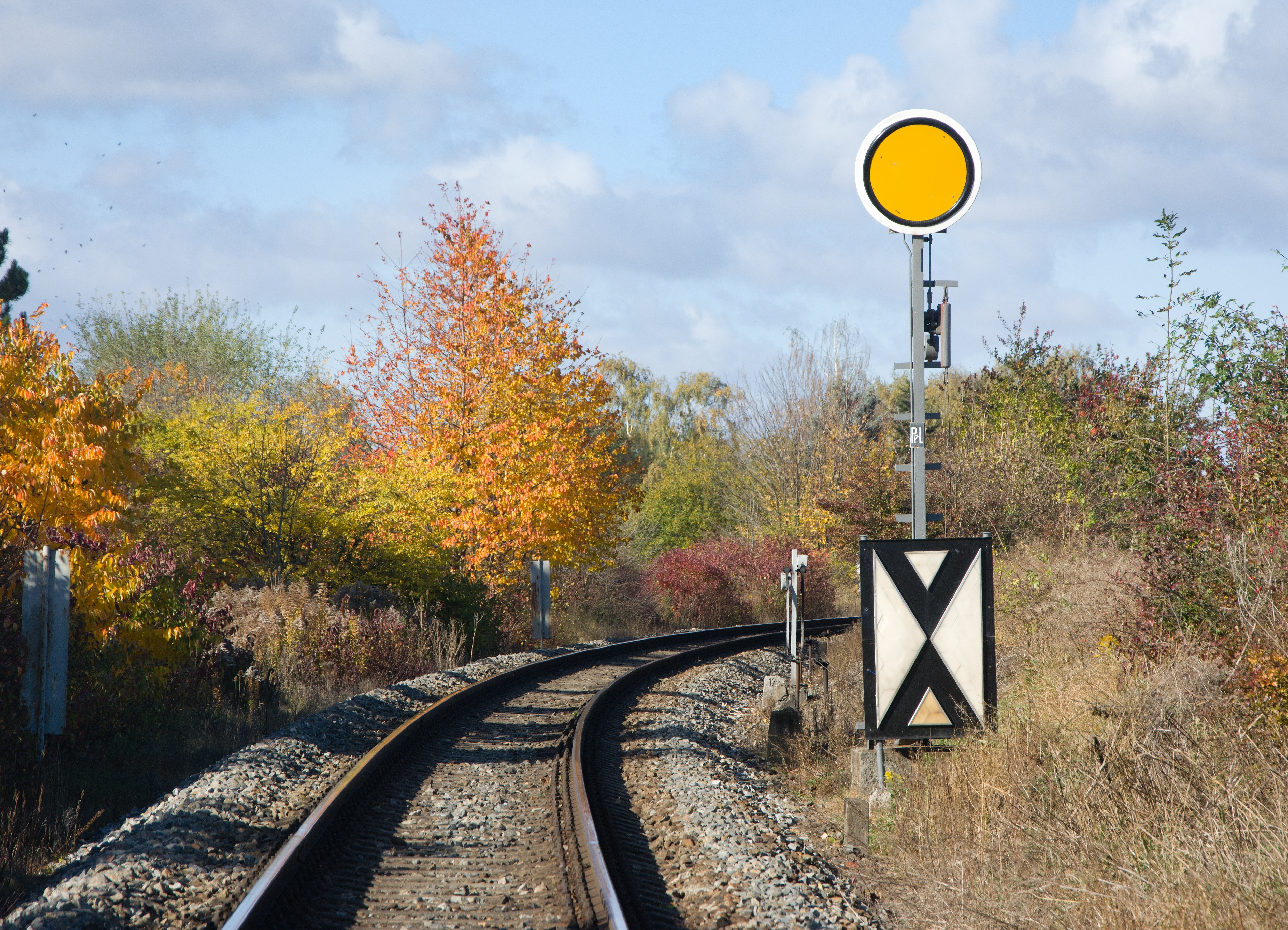
Předvěst vjezdového návěstidla od Hostivice

U všech dopravních kolejí jsou sypaná nástupiště, délka nástupišť je 150 m, výška nástupní hrany nad temenem kolejnice 250 mm. Výjimkou je nástupiště č. 3 u koleje č. 2, které má délku 140 m a výšku 200 mm. Pro příchod na nástupiště slouží úrovňové přechody.
Stanice je kryta z návazných traťových úseků dvouramennými mechanickými vjezdovými návěstidly L (od Hostivice) v km 17,967, z opačného směru pak S v km 19,000. Odjezdová mechanická návěstidla jsou u všech dopravních kolejí a jsou jednoramenná. Návěstidla obsluhuje signalista ze stavědla na příslušném zhlaví.
Jízdy vlaků v traťovém úseku mezi Jenčem a odbočkou Jeneček jsou zabezpečeny telefonickým dorozumíváním. V úseku Jeneč – Unhošť jsou pak jízdy vlaků zajištěny automatickým hradlem, úsek je rozdělen na dva prostorové oddíly návěstním bodem Pavlov. Dříve (nejpozději v roce 2012) fungovalo rovněž mezi Jenčem a Unhoští jen telefonické dorozumívání s tím, že Pavlov byl hláskou.
Přímo ve stanici na hostivickém záhlaví je přejezd P18 (silnice III. třídy „Lidická“ spojující Jeneč s Houstouní), který je vybaven světelným přejezdovým zabezpečovacím zařízením se závorami. Je zřízena závislost mezi uzavřením přejezdu a postavením návěstidel.